# التسلسل الزمني لاستكشاف الفضاء
فيما يلي جدول زمني يتضمن أبرز وأول الإنجازات في طريق البشرية لاستكشاف الفضاء الخارجي.

## قبل 1957
| التاريخ        | الحدث الذي أدى إلى إستكشاف الفضاء | الدولة           | الباحثين                                                             |
| -------------- | --- | ---------------- | -------------------------------------------------------------------- |
| 1610           | الملاحظة التلسكوبية الأولى للسماء ليلا: إكتشاف أقمار المشتري، الفوهات القمرية وأطوار كوكب الزهرة.                                               | جمهورية البندقية | غاليليو غاليلي                                                       |
| 1687           | نشر كتاب الأصول الرياضية للفلسفة الطبيعية | مملكة إنجلترا    | السير إسحاق نيوتن                                                    |
| 1813           | أول شرح تفصيلي لمعادلة الصاروخ بناءا على قانون نيوتن الثالث للحركة                                                                              | المملكة المتحدة  | وليام مور                                                            |
| 1840           | أول صورة تلسكوبية واضحة للقمر. | الولايات المتحدة | جون وليام دريبر                                                      |
| 1865           | نشر كتاب من الأرض إلى القمر. | فرنسا            | جول فيرن                                                             |
| 1898           | نشر كتاب حرب العوالم. هذا الكتاب ألهم روبرت غودارد على العمل في مجال الصواريخ.                                                                  | المملكة المتحدة  | هربرت جورج ويلز                                                      |
| 1903           | نشر كتاب (إستكشاف الفضاء الكوني بواسطة أجهزة رد الفعل) مستلهم من كتابات جول فيرن، هو أول عمل جاد يُظهر أن إستكشاف الفضاء ممكن من الناحية النظرية | روسيا            | قسطنطين تسيولكوفسكي                                                  |
| 1914           | غودارد يُمنح براءة اختراع على الصواريخ متعددة المراحل والتي تعمل بالوقود السائل                                                                  | الولايات المتحدة | روبرت هـ. غودارد                                                     |
| 1919           | مقالة غودارد المؤثرة "وسيلة لبلوغ إرتفاعات قصوى" ناقشت موضوع صواريخ الوقود السائل وصواريخ الوقود الصلب                                          | الولايات المتحدة | روبرت هـ. غودارد                                                     |
| 15 ديسمبر 1923 | نشر ذاتي لكتاب "بواسطة الصاروخ إلى الفضاء الكوكبي" بعد رفضة كأطروحة دكتوراه                                                                     | ألمانيا          | هيرمان أوبرث                                                         |
| 1924           | تأسيس جمعية دراسات السفر بين الكواكب | الاتحاد السوفيتي | من بين أعضائها: قسطنطين تسيولكوفسكي، فريدريك تساندر، يوري كوندراتيوك |
| 16 مارس 1926   | روبرت غودارد ينجح في إطلاق أول صاروخ يعمل بالوقود السائل                                                                                        | الولايات المتحدة | روبرت هـ. غودارد                                                     |
| 1927           | تأسيس جمعية سفر الفضاء، وتضمنت كبار علماء الصاروخ الأوروبيين                                                                                    | ألمانيا          |                                                                      |
| 1927           | "غزو الفضاء الكوكبي" تناقش ميكانيكا الصواريخ والتأثيرات المدارية بما فيها مساعدة الجاذبية                                                       | الاتحاد السوفيتي | يوري كوندراتيوك                                                      |
| 1928           | (مشكلة السفر إلى الفضاء – محرك الصاروخ) تناقش السفر إلى الفضاء وإمكانية استعماله للتجارب العلمية.                                               | ألمانيا          | هيرمان بوطوكنيك                                                      |
| 1929           | أوبرث، مع عدة طلاب من بينهم فيرنر فون براون، يطلقون أول صاروخ خاص بهم يعمل بالوقود السائل                                                       | ألمانيا          | هيرمان أوبرث                                                         |
| 1931           | تطوير أول محركات صواريخ ألمانية تعمل بالوقود السائل                                                                                             | ألمانيا          | والتر ريدل                                                           |
| 1933           | بدء العمل على سلسة صواريخ أغريغات، الأمر الذي قاد إلى تطوير صاروخ في-2.                                                                         | ألمانيا          | فيرنر فون براون                                                      |
| 17 أغسطس 1933  | (مجموعة دراسة حركة رد الفعل) تطلق أول صاروخ سوفيتي يعمل بالوقود السائل                                                                          | الاتحاد السوفيتي | سيرجي كوروليوف (قائد المجموعة)، فريدريك تساندر (المصمم)              |
| 1935           | الطالب المتخرج فرانك مالينا يبدأ العمل على صاروخ تجارب، تحت إشراف أستاذه ثيدور فون كارمان.                                                      | الولايات المتحدة | فرانك مالينا                                                         |
| 20 يونيو 1944  | صاروخ في-2 (ام دبليو 18014): أول شيء من صنع الإنسان يعبر ما عُرف لاحقا بإسم خط كارمان وبالتالي أول رحلة فضاء في التاريخ                          | ألمانيا          | فيرماخت                                                              |
| 10 مايو 1946   | أول رحل فضاء بحثية (تجارب الإشعاع الكوني) | الولايات المتحدة | إستولت على صاروخ في-2 وعدلت عليه                                     |
| 22 مايو 1946   | أول صاروخ أمريكي مصمم للوصول إلى حافة الفضاء (80 كم/49 ميل)                                                                                     | الولايات المتحدة | WAC Corporal                                                         |
| 24 أكتوبر 1946 | إلتقاط أول الصور للأرض من على إرتفاع 105 كم/65 ميل                                                                                              | الولايات المتحدة | في-2 رقم. 13                                                         |
| 20 فبراير 1947 | إرسال أول حيوان إلى الفضاء (ذبابة الفاكهة) | الولايات المتحدة | فاو-2                                                                |
| 22 يوليو 1951  | إرسال أول الكلاب إلى الفضاء (ديزيك وتسيجان) | الاتحاد السوفيتي | R-1                                                                  |

## 1957–1959
| التاريخ        | إنجازات البعثة                                                                | الدولة/المنظمة                                       | اسم البعثة                  |
| -------------- | ----------------------------------------------------------------------------- | ---------------------------------------------------- | --------------------------- |
| 21 أغسطس 1957  | أول صاروخ باليستي عابر للقارات                                                | الاتحاد السوفيتي                                     | آر-7 سيموركا/إس إس-6 سابوود |
| 4 أكتوبر 1957  | أول قمر اصطناعي يسبح في الفضاء إستقبال أول الإشارات من الفضاء                 | الاتحاد السوفيتي                                     | سبوتنك-1                    |
| 3 نوفمبر 1957  | أول حيوان يدور حول الأرض، الكلبة لايكا                                        | الاتحاد السوفيتي                                     | سبوتنك-2                    |
| 31 يناير 1958  | تأكيد وجود حزام فان آلن الإشعاعي                                              | الولايات المتحدة (وكالة الصواريخ البالستية العسكرية) | إكسبلورر 1                  |
| 2 يناير 1959   | أول صاروخ يُطلق حول مدار الأرض أول رصد للالرياح الشمسية                        | الاتحاد السوفيتي                                     | لونا 1                      |
| 4 يناير 1959   | أول قمر إصطناعي يصل بالقرب من القمر وأول قمر إصطناعي يدور في مدار شمسي المركز | الاتحاد السوفيتي                                     | لونا 1                      |
| 7 أغسطس 1959   | إلتقاط أول صورة للأرض من مدار                                                 | الولايات المتحدة (ناسا)                              | إكسبلورر 6                  |
| 13 سبتمبر 1959 | أول إصطدام بكوكب آخر (القمر)                                                  | الاتحاد السوفيتي                                     | لونا 2                      |
| 4 أكتوبر 1959  | إلتقاط أول الصور للجانب البعيد من القمر.                                      | الاتحاد السوفيتي                                     | لونا 3                      |

## 1960–1969
| التاريخ        | إنجازات البعثة | الدولة/المنظمة          | اسم البعثة                  |
| -------------- | --- | ----------------------- | --------------------------- |
| 19 أغسطس 1960  | أول النباتات والحيوانات التي تعود على قيد الحياة من المدار الأرضي | الاتحاد السوفيتي        | سبوتنك 5                    |
| مارس 1960      | أول مسبار شمسي | الولايات المتحدة (ناسا) | بيونير 5                    |
| 10 أكتوبر 1960 | أول مسبار يُطلق نحو كوكب المريخ (ولكن فشل في بلوغ هدفه) | الاتحاد السوفيتي        | مارس 1أم                    |
| 31 يناير 1961  | أوّل قرد في الفضاء، وأوّل مهمّة نَفّذها في الفضاء؛ هام الشمبانزي. | الولايات المتحدة (ناسا) | ميركوري-ريدستون 2           |
| 12 فبراير 1961 | First launch from Earth orbit of صاروخ متعدد المراحل into a مدار شمسي المركز First mid-course corrections First spin-stabilisation                                                                                         | الاتحاد السوفيتي        | فينيرا 1                    |
| 12 أبريل 1961  | أول رحلة فضاء بشرية–(يوري جاجارين) أول رحلة مدارية مأهولة | الاتحاد السوفيتي        | فوستوك 1                    |
| 5 مايو 1961    | First human-piloted space flight–(ألان شيبارد) First human-crewed suborbital flight First human space mission that landed with pilot still in spacecraft, thus technically completing the first complete human spaceflight | الولايات المتحدة        | فريدوم 7                    |
| 19 مايو 1961   | أول planetary flyby (within 100,000 كم of الزهرة - ولكن أدى انقطاع اتصال الراديو مع المسبار إلى عدم وصول البيانات) | الاتحاد السوفيتي        | فينيرا 1                    |
| 7 مارس 1962    | أوّل مرصد شمسيّ مداريّ | الولايات المتحدة (ناسا) | OSO-1                       |
| نوفمبر 1962    | First Mars flyby (11,000 km) but contact was lost | الاتحاد السوفيتي        | مارس 1                      |
| 14 ديسمبر 1962 | أول تحليق كوكبي منخفض رصدي ناجح (الزهرة أقرب مسافة تم بلوغها عند 34,773 كيلومتر) | الولايات المتحدة (ناسا) | مارينر 2                    |
| 16 يونيو 1963  | أول امرأة تصعد إلى الفضاء (فالنتينا تريشكوفا) | الاتحاد السوفيتي        | فوستوك 6                    |
| 19 يوليو 1963  | First نورث أمريكان إكس-15 (suborbital) | الولايات المتحدة (ناسا) | X-15 Flight 90              |
| 18 مارس 1965   | أول نشاط خارج المركبة-(أليكسي ليونوف) | الاتحاد السوفيتي        | فوسخود 2                    |
| مارس 1965      | First crewed spacecraft to change orbit | الولايات المتحدة (ناسا) | جيميني 3                    |
| 14 يوليو 1965  | أول المريخ تحليق منخفض رصدي فوق (أقرب مسافة تم بلوغها عند 9,846 كيلومتر; أعادت المهمة صورا لسطح المريخ) | الولايات المتحدة (ناسا) | مارينر 4                    |
| 14 يوليو 1965  | First close-up photographs of another planet: المريخ | الولايات المتحدة (ناسا) | مارينر 4                    |
| 15 ديسمبر 1965 | First orbital الالتقاء في الفضاء (parallel flight, no docking) | الولايات المتحدة (ناسا) | جيميني 6A/جيميني 7          |
| 3 فبراير 1966  | First هبوط ناعم on another world (the Moon) First photos from another world | الاتحاد السوفيتي        | لونا 9                      |
| 1 مارس 1966    | First impact into another planet (Venus) | الاتحاد السوفيتي        | فينيرا 3                    |
| 16 مارس 1966   | First orbital docking between two spacecraft | الولايات المتحدة (ناسا) | جيميني 8/مركبة آغينا الهدف ‏ |
| 3 أبريل 1966   | First artificial satellite around another world (the Moon) | الاتحاد السوفيتي        | لونا 10                     |
| 2 يونيو 1966   | هبوط ناعم on the Moon, photos from the Moon | الولايات المتحدة (ناسا) | سيرفيور 1                   |
| أغسطس 1966     | First probe to map the Moon | الولايات المتحدة        | Lunar Orbiter 1             |
| 30 أكتوبر 1967 | First automated (crewless) docking | الاتحاد السوفيتي        | سويوز 4 ‏ and سايوز 5        |
| 7 ديسمبر 1968  | First orbital ultraviolet observatory | الولايات المتحدة (ناسا) | OAO-2                       |
| 21 ديسمبر 1968 | First piloted orbital mission of another celestial body (Moon), First-ever Trans-Earth injection First human space mission to escape Earth's influence(25 ديسمبر)                                                          | الولايات المتحدة (ناسا) | أبولو 8                     |
| يناير 1969     | أول docking between two crewed spacecraft في مدار الأرض، وأيضا أول تبادل بالطواقم في الفضاء | الاتحاد السوفيتي        | Cosmos 186 ‏/Cosmos 188 ‏     |
| يناير 1969     | أول to parachute في الغلاف الجوي للزهرة، ولكن انقطع الاتصال قبل الهبوط. | الاتحاد السوفيتي        | فينيرا 5                    |
| 20 يوليو 1969  | أول إنسان على سطح القمر وأول إطلاق فضائي من جرم سماوي أول مهمة عودة بعينات من القمر | الولايات المتحدة (ناسا) | أبولو 11                    |
| 4 أغسطس 1969   | أول صورة فوتوغرافية لفوبوس من الفضاء | الولايات المتحدة (ناسا) | مارينر 7                    |
| 19 نوفمبر 1969 | أول ملتقى على سطح جرم فضائي | الولايات المتحدة (ناسا) | أبولو 12/سيرفيور 3          |

## 1970–1980
| التاريخ        | إنجازات البعثة                                                                                                   | الدولة/المنظمة                                                                              | اسم البعثة                            |
| -------------- | --- | ------------------------------------------------------------------------------------------- | ------------------------------------- |
| 24 سبتمبر 1970 | أول إعادة تلقائية لعينة من القمر                                                                                 | الاتحاد السوفيتي                                                                            | لونا 16                               |
| 17 نوفمبر 1970 | أوَّل متجول قمري                                                                                                   | الاتحاد السوفيتي                                                                            | لونوخود 1                             |
| 12 ديسمبر 1970 | أوَّل مرصد فضائي بالأشعّة السينيَّة                                                                                   | الولايات المتحدة (ناسا)                                                                     | Uhuru (satellite)                     |
| 15 ديسمبر 1970 | First soft landing on another planet (Venus) First signals from another planet                                   | الاتحاد السوفيتي                                                                            | فينيرا 7                              |
| 19 أبريل 1971  | أول محطة فضاء | الاتحاد السوفيتي                                                                            | ساليوت 1                              |
| يونيو 1971     | First Manned orbital observatory                                                                                 | الاتحاد السوفيتي                                                                            | Orion 1 ‏                              |
| 14 نوفمبر 1971 | First to maintain orbit around another planet (المريخ)                                                           | الولايات المتحدة (ناسا)                                                                     | مارينر 9                              |
| 27 نوفمبر 1971 | First impact into Mars                                                                                           | الاتحاد السوفيتي                                                                            | مارس 2                                |
| 2 ديسمبر 1971  | First soft Mars landing First signals from Mars surface                                                          | الاتحاد السوفيتي                                                                            | مارس 3                                |
| 3 مارس 1972    | First human made object sent on escape trajectory away from the Sun                                              | الولايات المتحدة (ناسا)                                                                     | بيونير 10                             |
| 15 يوليو 1972  | First mission to enter the asteroid belt and leave inner Solar System                                            | الولايات المتحدة (ناسا)                                                                     | بيونير 10                             |
| 15 نوفمبر 1972 | First orbital gamma ray observatory                                                                              | الولايات المتحدة (ناسا)                                                                     | SAS 2 ‏                                |
| 3 ديسمبر 1973  | First Jupiter flyby (at 130,000 km)                                                                              | الولايات المتحدة (ناسا)                                                                     | بيونير 10                             |
| 5 فبراير 1974  | الزهرة flyby at 5768 kilometers, first gravitational assist manoeuvre First photograph of Venus from Space       | الولايات المتحدة (ناسا)                                                                     | مارينر 10                             |
| 29 مارس 1974   | First Mercury flyby at 703 kilometers                                                                            | الولايات المتحدة (ناسا)                                                                     | مارينر 10                             |
| 15 يوليو 1975  | First multinational manned mission                                                                               | الاتحاد السوفيتي الولايات المتحدة (ناسا)                                                    | مشروع أبولو-سويوز التجريبي            |
| 20 أكتوبر 1975 | First orbit around Venus                                                                                         | الاتحاد السوفيتي                                                                            | فينيرا 9                              |
| 22 أكتوبر 1975 | First photos from the surface of another planet (Venus)                                                          | الاتحاد السوفيتي                                                                            | فينيرا 9                              |
| 17 أبريل 1976  | Closest flyby of the الشمس (43.432 million kilometers) Maximum speed record among spacecraft (252,792 km/h)      | الولايات المتحدة (ناسا) ألمانيا الغربية (مركز الفضاء الألماني)                              | هيليوس 2                              |
| 20 يوليو 1976  | First photos and soil samples from the surface of Mars                                                           | الولايات المتحدة (ناسا)                                                                     | مسبار الهبوط فايكينغ                  |
| 26 يناير 1978  | First real time remotely operated ultraviolet orbital observatory                                                | الولايات المتحدة (ناسا) وكالة الفضاء الأوروبية المملكة المتحدة (مجلس أبحاث العلوم والهندسة) | ساتل كاشف الأشعة فوق البنفسجية الدولي |
| 4 ديسمبر 1978  | First extended (multi-year) orbital exploration of الزهرة from 1978 to 1992                                      | الولايات المتحدة (ناسا)                                                                     | مسبار بيونير الزهرة                   |
| 5 مارس 1979    | المشتري flyby (closest approach 349,000 km) encounters with Five Jovian moons, discovery of volcanism on Io      | الولايات المتحدة (ناسا)                                                                     | فوياجر 1                              |
| 1 سبتمبر 1979  | First زحل flyby at 21,000 km, first photographs of Titan from Space                                              | الولايات المتحدة (ناسا)                                                                     | بيونير 11                             |
| 12 نوفمبر 1980 | Saturn flyby (closest approach 124,000 kilometers), close encounter of Titan and encounters with a dozen others. | الولايات المتحدة (ناسا)                                                                     | فوياجر 1                              |

## 1981–حتى الآن
| التاريخ        | إنجازات البعثة | الدولة/المنظمة | اسم البعثة                                        |
| -------------- | --- | --- | ------------------------------------------------- |
| 12 أبريل 1981  | First Reusable manned spacecraft (orbital) | الولايات المتحدة (ناسا) | إس تي إس-1                                        |
| 1 مارس 1982    | First Venus soil samples & sound recording of another world                                                                                        | الاتحاد السوفيتي | فينيرا 13                                         |
| 25 يناير 1983  | أوَّل مرصد فضائي بالأشعّة تحت الحمراء | الولايات المتحدة (ناسا) المملكة المتحدة (مجلس أبحاث العلوم والهندسة) هولندا (الوكالة الهولندية لبرامج الفضاء)                                                       | قمر صناعي فلكي بالأشعة تحت الحمراء(اختصارًا: IRAS) |
| 13 يونيو 1983  | أول مركبة فضائية بعد مدار نبتون (أول مركبة فضائية تتجاوز جميع كواكب المجموعة الشمسية)                                                              | الولايات المتحدة (ناسا) | بيونير 10                                         |
| 7 فبراير 1984  | First untethered spacewalk, بروس مكاندلس | الولايات المتحدة (ناسا) | إس تي إس-41-بي                                    |
| 24 يناير 1986  | First أورانوس flyby (closest approach 81,500 kilometers)                                                                                           | الولايات المتحدة (ناسا) | فوياجر 2                                          |
| 19 فبراير 1986 | First consistently inhabited long-term research محطة فضاء                                                                                          | الاتحاد السوفيتي | مير                                               |
| 8 أغسطس 1989   | إطلاق أول قمر صناعي مخصص للقياسات الفلكية | وكالة الفضاء الأوروبية | هيباركوس                                          |
| 25 أغسطس 1989  | أول تحليق بالقرب من كوكب نبتون (أقرب نقطة هي 29,240 كيلومتر)                                                                                       | الولايات المتحدة (ناسا) | فوياجر 2                                          |
| 18 نوفمبر 1989 | إطلاق أول مرصد فلكي لدراسة إشعاع الخلفية الكونية الميكروي                                                                                          | الولايات المتحدة (ناسا) | كوبي                                              |
| 14 فبراير 1990 | First photograph of the whole Solar System ‏ | الولايات المتحدة (ناسا) | فوياجر 1                                          |
| 24 أبريل 1990  | Optical orbital observatory | الولايات المتحدة (ناسا) وكالة الفضاء الأوروبية | مرصد هابل الفضائي                                 |
| 15 سبتمبر 1990 | Extended (multi-year) orbital exploration of الزهرة                                                                                                | الولايات المتحدة (ناسا) | ماجلان                                            |
| 21 أكتوبر 1991 | أول كويكب flyby (951 غاسبرا closest approach 1,600 كيلومتر)                                                                                        | الولايات المتحدة (ناسا) | غاليليو                                           |
| 8 فبراير 1992  | أول المدار قطبي حول الشمس | الولايات المتحدة (ناسا) وكالة الفضاء الأوروبية | يوليوس                                            |
| 22 مارس 1995   | Record longest duration spaceflight (437.7 days) set by فاليري بولياكوف                                                                            | روسيا (وكالة الفضاء الروسية الفدرالية) | مير                                               |
| 7 ديسمبر 1995  | First orbit of المشتري | الولايات المتحدة (ناسا) | غاليليو                                           |
| 7 ديسمبر 1995  | First mission into the atmosphere of a gas giant (المشتري)                                                                                         | الولايات المتحدة (ناسا) | Galileo's atmospheric entry probe                 |
| 12 فبراير 1997 | First orbital radio observatory | اليابان (معهد علوم الفضاء والملاحة الفضائية) | HALCA                                             |
| 4 يوليو 1997   | First operational rover on another planet (Mars)                                                                                                   | الولايات المتحدة (ناسا) | مارس باثفايندر                                    |
| 20 نوفمبر 1998 | First multinational space station, Largest man-made object built in space to date                                                                  | روسيا (وكالة الفضاء الروسية الفدرالية) الولايات المتحدة (ناسا) أوروبا (وكالة الفضاء الأوروبية) اليابان (منظمة استكشاف الفضاء اليابانية) كندا (وكالة الفضاء الكندية) | محطة الفضاء الدولية                               |
| 14 فبراير 2000 | First orbiting of an asteroid (433 إروس) | الولايات المتحدة (ناسا) وكالة الفضاء الأوروبية | نير شوميكر                                        |
| 12 فبراير 2001 | First landing on an asteroid (433 إروس) | الولايات المتحدة (ناسا) | نير شوميكر                                        |
| 1 يوليو 2004   | أول مدار حول زحل | الولايات المتحدة (ناسا) وكالة الفضاء الأوروبية إيطاليا (وكالة الفضاء الإيطالية)                                                                                     | كاسيني-هايجنز                                     |
| 8 سبتمبر 2004  | First sample return beyond lunar orbit (solar wind)                                                                                                | الولايات المتحدة (ناسا) | جينيسيس                                           |
| 14 يناير 2005  | First soft landing on Titan | وكالة الفضاء الأوروبية الولايات المتحدة (ناسا) إيطاليا (وكالة الفضاء الإيطالية)                                                                                     | كاسيني-هايجنز                                     |
| 19 نوفمبر 2005 | First asteroid ascent (إيتوكاوا 25143) First interplanetary escape without undercarriage cutoff                                                    | اليابان (منظمة استكشاف الفضاء اليابانية) | هايابوسا                                          |
| 15 يناير 2006  | First sample return from comet (ويلد 2) | الولايات المتحدة (ناسا) | ستارداست                                          |
| 6 مارس 2009    | Kepler Mission is launched, first space telescope designated to search for Earth-like exoplanets                                                   | الولايات المتحدة (ناسا) | كيبلر                                             |
| 13 يونيو 2010  | أول عملية جمع للعينات من الكويكب (إيتوكاوا 25143)                                                                                                  | اليابان (منظمة استكشاف الفضاء اليابانية) | هايابوسا                                          |
| 18 مارس 2011   | أول دوران حول عطارد | الولايات المتحدة (ناسا) | مسنجر                                             |
| 16 يوليو 2011  | أول دوران حول الكويكب العملاق 4 فيستا | الولايات المتحدة (ناسا) | داون                                              |
| 25 أغسطس 2012  | أول مسبار من صنع الإنسان يصل إلى الفضاء البينجمي.                                                                                                  | الولايات المتحدة (ناسا) | فوياجر 1                                          |
| 12 نوفمبر 2014 | First man-made probe to make a planned and soft landing on a comet (67P/تشوريوموف-جيراسيمنكو).                                                     | وكالة الفضاء الأوروبية | روزيتا                                            |
| 6 مارس 2015    | First orbit of كوكب قزم (Ceres). First spacecraft to orbit two separate celestial bodies.                                                          | الولايات المتحدة (ناسا) | داون                                              |
| يوليو 2015     | أول تحليق منخفض رصدي فوق كوكب قزم (بلوتو). آخر وقائع الوصول البشرية الأولى لأحد الكواكب التسعة المعترف بها عام 1981.                               | الولايات المتحدة (ناسا) | نيو هورايزنس                                      |
| 10 أغسطس 2015  | أصبح الخس أول طعام مزروع في الفضاء يتم تناوله. | الولايات المتحدة (ناسا) اليابان (منظمة استكشاف الفضاء اليابانية) |                                                   |
| 1 مارس 2016    | عودة رائدي الفضاء سكوت كيلي وميخائيل كورنيينكو إلى الأرض بعد مهمة فضائية دامت 340 يوما (أطول فترة سجلت في الفضاء لأعضاء طاقم محطة الفضاء الدولية). | الولايات المتحدة (ناسا) روسيا (وكالة الفضاء الروسية الفدرالية) | بعثة السنة الكاملة لمحطة الفضاء الدولية           |

1Project Vanguard was transferred from the NRL to ناسا in late 1958.

## أنظر أيضا
- جدول زمني للبعثات الفضائية حسب الجنسية
- الكابتن وانغ يابينغ
- المراة الصينية في الفضاء
- جدول زمني لاكتشاف النظام الشمسي
- برنامج الجولة الكبرى